# Lady & Gentlemen
Lady & Gentlemen è un album in studio della cantante country statunitense LeAnn Rimes, pubblicato nel 2011.
È il secondo album di cover per l'artista dopo l'eponimo LeAnn Rimes.

## Tracce
1. Swingin' – 3:02 (John Anderson, Lionel Delmore)
2. Wasted Days and Wasted Nights – 4:06 (Wayne Duncan, Freddy Fender, Huey P. Meaux)
3. Only Daddy That'll Walk the Line – 2:39 (Jimmy Bryant)
4. I Can't Be Myself – 3:12 (Merle Haggard)
5. 16 Tons – 2:42 (George S. Davis)
6. Help Me Make It Through the Night – 3:01 (Kris Kristofferson)
7. Rose Colored Glasses – 3:06 (John Conlee, George Baber)
8. A Good Hearted Woman – 3:40 (Waylon Jennings, Willie Nelson)
9. When I Call Your Name – 3:41 (Vince Gill, Tim DuBois)
10. He Stopped Loving Her Today – 3:51 (Bobby Braddock, Curly Putman)
11. Blue (with The Time Jumpers) – 2:34 (Bill Mack)
12. The Bottle Let Me Down – 3:49 (Merle Haggard)

Bonus track
1. Crazy Women – 3:25 (Brandy Clark, Jessie Jo Dillon, Shane McAnally)
2. Give – 4:31 (Connie Harrington, Sonya Isaacs, Jimmy Yeary)